# Afroroncus kikuyu
Afroroncus kikuyu es una especie de arácnido del orden Pseudoscorpionida de la familia Ideoroncidae.

## Distribución geográfica
Se encuentra en Kenia.